# Caretta caretta
La tartaruga comune o tartaruga caretta (Caretta caretta (Linnaeus, 1758)) è la tartaruga marina più comune del mar Mediterraneo. Fortemente minacciata in tutto il bacino del Mediterraneo, la specie è diffusa in molti mari del mondo: oltre che negli oceani Atlantico, Indiano e Pacifico, si può trovare nel mar Nero.
Respira con il naso, con la bocca, e con un buco che si trova nella parte anteriore del corpo.

## Descrizione

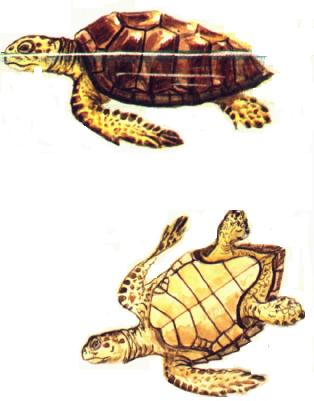

Le tartarughe marine sono animali che si sono adattati alla vita acquatica grazie alla forma allungata del corpo ricoperto da un robusto guscio e alla presenza di quattro zampe al posto delle pinne come un comune animale marino. Alla nascita è lunga circa 5 cm. La lunghezza di un esemplare adulto è di 80 – 140 cm, con massa variabile tra i 100 e i 160 kg. La testa è grande, con il rostro molto incurvato. Gli arti sono molto sviluppati, specie gli anteriori, e muniti di due unghie negli individui giovani che si riducono a una negli adulti.
Ha un carapace di colore rosso marrone, striato di scuro nei giovani esemplari, e un piastrone giallastro, a forma di cuore, spesso con larghe macchie arancione, dotato di due placche prefrontali e un becco corneo molto robusto. Lo scudo dorsale del carapace è dotato di cinque coppie di scuti costali; lo scudo frontale singolo porta cinque placche. Ponte laterale fra carapace e piastrone con tre (di rado 4-7) scudi inframarginali a contatto sia con gli scudi marginali sia con quelli del piastrone.
Gli esemplari giovani spesso mostrano una carena dorsale dentellata che conferisce un aspetto di "dorso a sega". I maschi si distinguono dalle femmine per la lunga coda che si sviluppa con il raggiungimento della maturità sessuale, che avviene intorno ai 13 anni. Anche le unghie degli arti anteriori nel maschio sono più sviluppate che nella femmina.

## Biologia

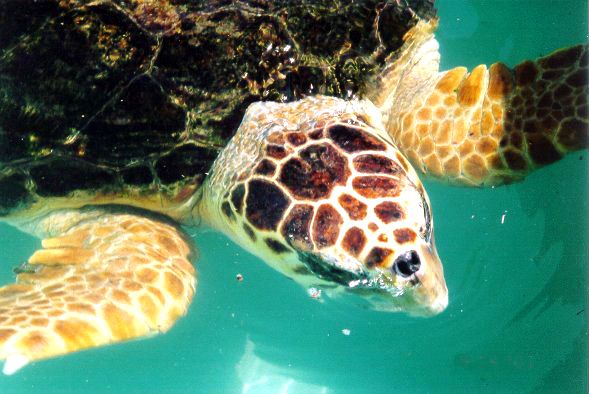
Una Caretta caretta in superficie per respirare

Di Caretta caretta, come della maggior parte delle tartarughe marine, si conosce ancora molto poco. Come tutti i rettili, hanno sangue freddo, il che le porta a prediligere le acque temperate. Respirano aria, essendo dotate di polmoni, ma sono in grado di fare apnee lunghissime. Trascorrono la maggior parte della loro vita in mare profondo, tornando di tanto in tanto in superficie per respirare. In acqua possono raggiungere velocità superiori ai 35 km/h, nuotando agilmente con il caratteristico movimento sincrono degli arti anteriori. Sono animali onnivori: si nutrono di molluschi, crostacei, gasteropodi, echinodermi, pesci e meduse, ma nei loro stomaci è stato trovato di tutto: dalle buste di plastica, probabilmente scambiate per meduse, a tappi e altri oggetti di plastica, ami scambiati per pesci, reti e fili scambiati per alghe.

### Riproduzione

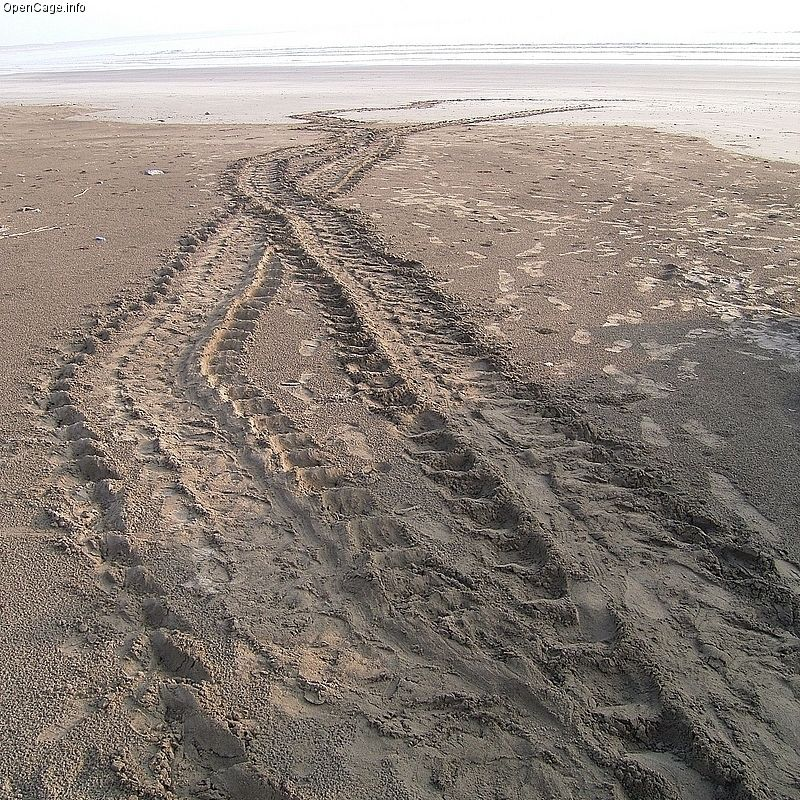
Tracce di tartarughe marine comuni tornate in acqua dopo la deposizione delle uova

In estate maschi e femmine si danno convegno nelle zone di riproduzione, al largo delle spiagge dove le seconde sono probabilmente nate. Hanno infatti un'eccezionale capacità di ritrovare la spiaggia di origine, dopo migrazioni in cui percorrono anche migliaia di chilometri. Alcuni studi hanno dimostrato che le piccole appena nate sono capaci di immagazzinare le coordinate geomagnetiche del nido e altre caratteristiche ambientali che consentono un imprinting della zona di origine. Un grave problema è quindi la presenza di cellulari allo schiudersi delle uova, che potrebbero modificare la percezione delle tartarughe appena nate.
Gli accoppiamenti avvengono in acqua: le femmine si accoppiano con diversi maschi, collezionandone il seme per le successive nidiate della stagione; il maschio si porta sul dorso della femmina e si aggrappa saldamente alla sua corazza, utilizzando le unghie a uncino degli arti anteriori, poi ripiega la coda e mette in contatto la sua cloaca con quella della femmina. La copula può durare diversi giorni.
Avvenuto l'accoppiamento, le femmine attendono per qualche giorno in acque calde e poco profonde il momento propizio per deporre le uova; in ciò sono facilmente disturbate dalla presenza di persone, animali, rumori e luci. Giunte, con una certa fatica, sulla spiaggia vi depongono fino a 200 uova, grandi come palline da ping pong, disponendole in buche profonde, scavate con le zampe posteriori. Quindi le ricoprono con cura, per garantire una temperatura d'incubazione costante e per nascondere la loro presenza ai predatori. Completata l'operazione, fanno ritorno al mare. È un rito che si può ripetere più volte nella stessa stagione, a intervalli di 10-20 giorni.
Le uova hanno un'incubazione tra i 42 e i 65 giorni (si è registrato un periodo lungo di 90 giorni, a causa di una deposizione tardiva che è coincisa con il raffreddamento del suolo), e, grazie a meccanismi non ancora chiariti, si schiudono quasi tutte simultaneamente; con differenze sostanziali tra i vari substrati che costituiscono la spiaggia dove è stata fatta la deposizione: la temperatura e l'umidità del suolo, la granulometria della sabbia sono fattori determinanti per la riuscita della schiusa. I suoli molto umidi determinano spesso la perdita delle uova poiché molte malattie batteriche e fungine possono attaccare le uova; inoltre alcuni coleotteri possono raggiungere il nido e parassitarle. La temperatura del suolo determinerà il sesso dei nascituri: le uova che si trovano in superficie si avvantaggiano di una somma termica superiore a quelle che giacciono in profondità, pertanto le uova di superficie daranno esemplari di sesso femminile e quelle sottostanti di sesso maschile.
I piccoli per uscire dal guscio utilizzano una struttura particolare, il "dente da uovo", che verrà poi riassorbito in un paio di settimane. Usciti dal guscio impiegano dai due ai sette giorni per scavare lo strato di sabbia che sormonta il nido e raggiungere la superficie e quindi, in genere col calare della sera, dirigersi verso il mare. In condizioni naturali corrono prontamente verso il mare, dirigendosi spontaneamente verso la fonte più luminosa in un arco sull'orizzonte di 15 gradi. Questa in condizioni normali è rappresentata dall'orizzonte marino su cui luna e/o stelle si riflettono. Ma ormai la forte antropizzazione determina una concentrazione di luci artificiali che spesso disorientano le piccole appena nate, facendole deviare dal cammino, determinando talora la perdita di tutta la nidiata.
Solo una piccola parte dei neonati riesce nell'impresa, cadendo spesso vittima dei predatori; di quelli che raggiungono il mare infine, solo una minima parte riesce a sopravvivere sino all'età adulta. Giunte al mare nuotano ininterrottamente per oltre 24 ore per allontanarsi dalla costa e raggiungere la piattaforma continentale, dove le correnti concentrano una gran quantità di nutrienti.
Dove esattamente trascorrano i primi anni della loro vita è un mistero che i biologi non sono ancora riusciti a spiegare, il cosiddetto "periodo buio"; solo dopo alcuni anni di vita, raggiunte dimensioni che le mettano al riparo dai predatori, fanno ritorno alle zone costiere. Alcune osservazioni, fatte in collaborazione con i pescatori della costa jonica calabrese, hanno consentito di censire diverse centinaia di esemplari quasi coetanei che soggiornano in un punto determinato, di fronte al faro di Capo Spartivento, dove si incontrano correnti importanti in una zona di calma: al confine delle correnti le tartarughe passerebbero diversi anni prima di iniziare la grande migrazione verso altri mari. Di tanto in tanto emergono dallo specchio d'acqua con la punta del loro naso per la respirazione.

## Distribuzione e habitat

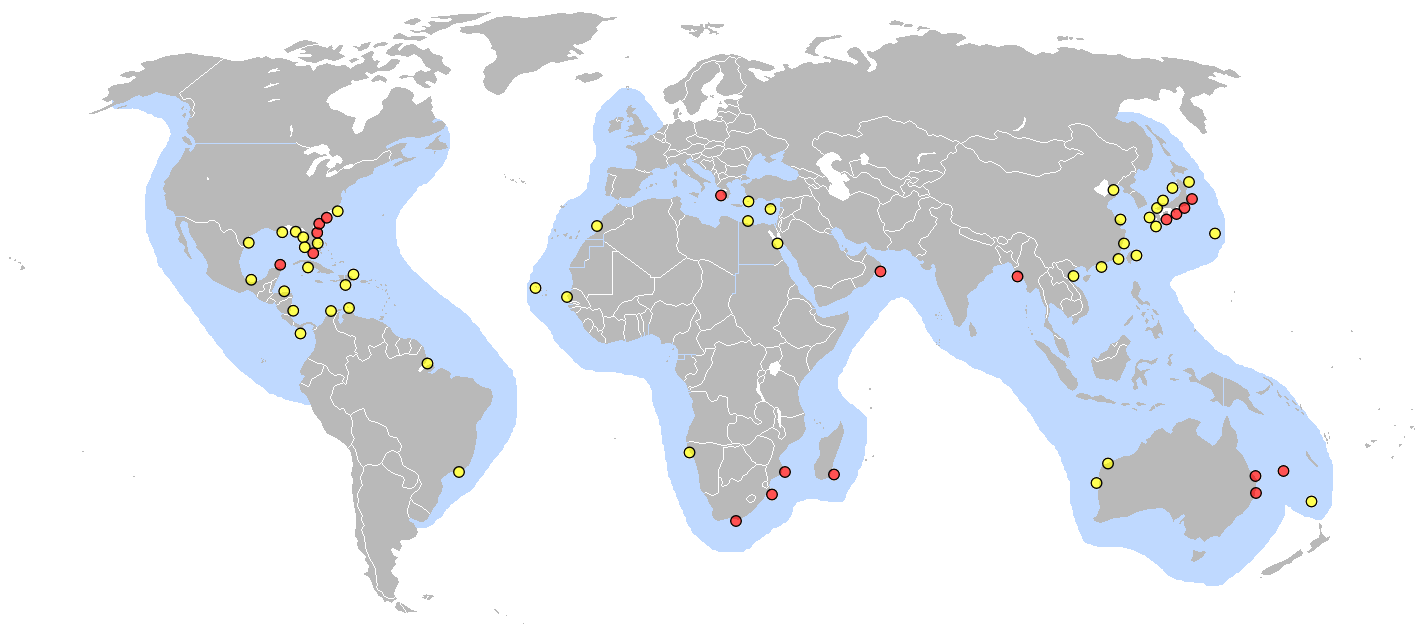
Principali punti di nidificazione nel mondo

La specie, e le sue sottospecie, risiedono di preferenza in acque profonde e tiepide, prossime alle coste, dell'Oceano Atlantico, del Mar Mediterraneo e del Mar Nero nonché dell'Oceano Indiano e dell'Oceano Pacifico. Le maggiori concentrazioni di questo animale si trovano in Sud-Africa, Florida, Australia, Mozambico e Oman.
Nel Mar Mediterraneo frequenta soprattutto le acque dell'Italia, della Grecia, della Turchia e di Cipro ma anche di Tunisia, Libia, Siria e Israele. Le acque del mar Adriatico nord-occidentale, in particolare nell'area del delta del Po, costituiscono un sito di foraggiamento stagionale e anche stanziale, di anno in anno sempre più importante, frequentato da svariate decine di migliaia di esemplari, soprattutto subadulti.
La nidificazione della specie nel Mediterraneo occidentale ha visto un fortissimo incremento a partire dagli anni 2010 fino a diventare un evento comune specie sulle coste italiane e spagnole per cause forse legate al riscaldamento globale.

## Tassonomia

### Sottospecie
Esistono due sottospecie:
- la C. caretta gigas, diffusa nell'Oceano Pacifico e nell'Oceano indiano
- la C. caretta caretta, diffusa nell'Oceano Atlantico e nel Mar Mediterraneo. La sottospecie nel Mediterraneo ha sviluppato un corredo genetico peculiare, a dimostrazione del fatto che la popolazione mediterranea è sostanzialmente indipendente e isolata. Più piccola rispetto alle conspecifiche di altri mari, eccezionalmente arriva al metro di lunghezza per massimo 140 kg di peso.

### Specie simili
Superficialmente i giovani possono assomigliare alla tartaruga di Kemp (Lepidochelys kempii). Gli adulti hanno qualche somiglianza con la tartaruga franca o tartaruga verde (Chelonia mydas) e con la tartaruga embricata (Eretmochelys imbricata).

## Conservazione
La IUCN Red List classifica Caretta caretta come specie vulnerabile (Vulnerable).
La specie è minacciata dall'inquinamento marino, dalla riduzione degli habitat di nidificazione, dalle collisioni con le imbarcazioni, e dagli incidenti causati dalle reti a strascico e dagli altri sistemi di pesca.
In corso di valutazione è l'effetto del riscaldamento globale sulla sex ratio nei siti classici di riproduzione: essendo il sesso dei nascituri dipendente dalla temperatura d'incubazione, l'aumento di quest'ultima potrebbe determinare una sproporzione di femmine rispetto ai maschi (fino a 99:1), con estinzione di alcune popolazioni. Il successo riproduttivo in siti inusuali molto più a nord di quelli classici potrebbe però compensare questo andamento.
La specie è inserita nell'Appendice I della Convention on International Trade of Endangered Species (CITES).
L'istituzione in corso di un'area di protezione marina della Rete Natura 2000 SIC, tra Emilia-Romagna e Veneto, è volta a tutelare la sempre maggiore popolazione di C. caretta e tursiope troncato nelle acque prossime al delta del Po.